# Železno okno
Železno okno - Koroška Bela je krajša jama (špilja) nad vasjo, v dolini Bela,v vzhodnem skalnatem robu stene Malneža (~760 m). Jame ni v registru naravnih vrednot in ni urejena za obisk. - Jama ima precej poševno in neravno dno, ki se proti notranjosti vzpenja, dolga (globoka) je 5 do 9 m in na začetku široka do 3 m. Proti notranjosti se hitro oži. Dostop je po kratki skalnati polici. Dokazov, da so jo uporabljali starodobni naseljenci ni, pa čeprav jo je (bilo) možno urediti za bivanje. Verjetno je zaradi prevelikega naklona dna vse zdrselo pod Malneževo steno. - Lokacija jame leži na mreži poti staroselcev. - Z Malneža sta do Ajdne in Potoške planine možni dve poti. Najbolj zanimiva je pot preko Zgornih Nivc (Nivc), mimo močnega stalnega izvira pritoka Sevnika. Prav to pot (dele te poti) naj bi staroselci zelo pogosto (največ) uporabljali. - V strminah Malneža (v bližini jame ?) je bila leta 1920 najdena bronasta uhljata sekira (Martin Noč) - dolžina 14 cm, rezilo 5,6 cm, … Staroselci so torej hodili tod mimo,